# رئیس ستاد دفاع هند
رئیس ستاد دفاع هند (انگلیسی: Chief of Defence Staff) مرجع اصلی نظامی و ارشدترین مقام نیروهای مسلح هند است. رئیس ستاد دفاع به عنوان رئیس حرفه‌ای کلی سه نیروی مسلح هند، یعنی نیروی زمینی هند، نیروی دریایی هند و نیروی هوایی هند شناخته می‌شود و بالاترین مقام نظامی در حال خدمت است که مسئول نظارت بر هماهنگی بین نیروها در تمام رشته‌های مرتبط با عملکرد نظامی است.
از نظر قانونی، رئیس ستاد دفاع هند، دبیر کل وزارت امور نظامی، نهاد مدنی-نظامی مسئول تقویت هماهنگی حرفه‌ای بین نیروها است و به طور گسترده، مشاور نظامی اصلی رهبری غیرنظامی کشور یعنی وزارت دفاع در امور مربوط به ادغام بین نیروها نیز می‌باشد. به این ترتیب، این ستاد به عنوان یک مشاور و داور عمل می‌کند و هیچ کنترلی بر فرماندهی عملیاتی ندارد.
از زمان تأسیس رسمی رئیس ستاد دفاع هند در سال ۲۰۲۰، این جایگاه به صورت چرخشی توسط افسران چهار ستاره که از هر یک از سه نیرو معرفی می‌شوند، اداره می‌شود. در داخل کشور، جایگاه رئیس ستاد دفاع در رتبه‌بندی کلی هند در رتبه دوازدهم قرار دارد و معادل رئیس ستاد نیروی زمینی، رئیس ستاد نیروی دریایی و رئیس ستاد هوایی است. در سطح بین‌المللی، این جایگاه با رئیس ستاد دفاع بریتانیا با وظایف مشابه کمیته رئیس ستاد مشترک پاکستان یکسان است.